# 醇溶蛋白
醇溶蛋白（prolamine，prolamin）又稱穀醇溶蛋白、醇溶穀蛋白、麸朊，是一类植物貯存蛋白质，多存于禾本科作物的种子中，例如小麥 (麥膠蛋白)、大麥 (hordein)、黑麥 (secalin)、玉米 (zein)、高粱 (kafirin) 和燕麥 (avenin)。
是醇溶蛋白的低溶解度亞類，例如稻米 (米穀蛋白 oryzenin)。
醇溶蛋白類的特點是谷氨酰胺和脯氨酸含量高。在水中的溶解性差，在濃酒精（70-80%）、弱酸和鹼性溶液中的溶解性最好。
已知小麥亞族的醇溶蛋白，如麥膠蛋白和相關蛋白質（見小麥亞族麩質）會在遺傳易感個體中引發自身免疫性疾病乳糜瀉。 

## 例子
- Zein 玉米蛋白
- Glutenin 麥穀蛋白（英语：Glutenin）
- Gliadin（英语：Gliadin）小麦醇溶蛋白
- Avenin 燕麦蛋白